# Félix Correia
Félix Alexandre Andrade Sanches Correia, noto semplicemente come Félix Correia (Lisbona, 22 gennaio 2001), è un calciatore portoghese, attaccante del Lilla.

## Caratteristiche tecniche
Può giocare su entrambe le fasce, ma rende meglio su quella sinistra, dove riesce a tirare dal limite; unito al buon possesso palla, è un ottimo giocatore a livello tecnico.

## Carriera

### Club
Cresciuto nei settori giovanili di CIF e Sporting Lisbona, nel 2019 viene acquistato dal Manchester City. Viene, successivamente, girato in prestito per una stagione all'AZ Alkmaar, venendo impiegato con la seconda squadra del club olandese.
Nel 2020 viene acquistato a titolo definitivo dalla Juventus, che lo inserisce nella rosa dell'Under-23, con la quale fa il suo esordio il 28 settembre 2020 contro la Pro Sesto, andando subito in gol e fornendo anche un assist. Conclude la stagione con 30 presenze e 8 reti. Fa il suo esordio con la prima squadra il 2 maggio 2021, nel corso della trentaquattresima giornata di Serie A, contro l'Udinese (1-2), subentrando al minuto 85 a Juan Cuadrado.
Il 13 agosto 2021 passa in prestito al Parma, in Serie B, per l'intera durata della stagione. Con il club emiliano, fa il suo debutto il 12 settembre 2021, da titolare, contro il Pordenone (4-0), nella seconda di campionato. Chiuderà, poi, la stagione con 21 presenza senza né gol né assist. 
Rientrato alla base, rimane fuori dai piani sia della prima che della seconda squadra e il 31 gennaio 2023 viene ceduto in prestito al Marítimo, militante in Primeira Liga, fino al termine della stagione. Esordisce il 12 febbraio, subentrando nella gara contro il Braga (1-2). Segna la sua prima rete nella vittoria del 2 aprile contro il Boavista (4-2). Nonostante i 2 gol e i 3 assist, non riesce a salvare la squadra dalla retrocessione, nello spareggio contro l'Estrela. 
Il 22 agosto 2023, viene nuovamente ceduto in prestito in Portogallo, questa volta al Gil Vicente. Fa il suo esordio il 26 agosto, nella terza di campionato, contro il Benfica (2-3). Il 17 settembre trova il suo primo gol ed assist con la squadra portoghese contro l'Estoril Praia (5-3). A fine stagione, viene acquistato a titolo definitivo dal club portoghese, con cui firma un contratto quadriennale.
Nel 2025 si trasferisce al Lilla, nella prima divisione francese.

### Nazionale
Ha rappresentato tutte le nazionali giovanili portoghesi dall'Under-15 all'Under-19. Con quest'ultima partecipa all'Europeo Under-19 2019 in Armenia, dove gioca tutte e cinque le partite, segnando una rete contro l'Italia, compresa la finale persa per 2-0 contro la Spagna.

## Statistiche

### Presenze e reti nei club
Statistiche aggiornate al 19 aprile 2025.
| Stagione              | Squadra               | Campionato            | Campionato | Campionato | Coppe nazionali | Coppe nazionali | Coppe nazionali | Coppe continentali | Coppe continentali | Coppe continentali | Altre coppe | Altre coppe | Altre coppe | Totale | Totale |
| Stagione              | Squadra               | Comp                  | Pres       | Reti       | Comp            | Pres            | Reti            | Comp               | Pres               | Reti               | Comp        | Pres        | Reti        | Pres   | Reti   |
| --------------------- | --------------------- | --------------------- | ---------- | ---------- | --------------- | --------------- | --------------- | ------------------ | ------------------ | ------------------ | ----------- | ----------- | ----------- | ------ | ------ |
| 2019-2020             | Jong AZ Alkmaar       | EED                   | 23         | 3          | -               | -               | -               | -                  | -                  | -                  | -           | -           | -           | 23     | 3      |
| 2020-2021             | Juventus U23          | C                     | 28+2       | 7+1        | -               | -               | -               | -                  | -                  | -                  | -           | -           | -           | 30     | 8      |
| 2020-2021             | Juventus              | A                     | 1          | 0          | CI              | 0               | 0               | UCL                | -                  | -                  | SI          | -           | -           | 1      | 0      |
| 2021-2022             | Parma                 | B                     | 21         | 0          | CI              | 0               | 0               | -                  | -                  | -                  | -           | -           | -           | 21     | 0      |
| 2022-gen. 2023        | Juventus Next Gen     | C                     | 0          | 0          | CI-C            | -               | -               | -                  | -                  | -                  | -           | -           | -           | 0      | 0      |
| Juventus U23/Next Gen | Juventus U23/Next Gen | Juventus U23/Next Gen | 30         | 8          |                 | -               | -               |                    | -                  | -                  |             | -           | -           | 30     | 8      |
| gen.-giu. 2023        | Marítimo              | PL                    | 13+2       | 2+0        | CP+CdL          | -               | -               | -                  | -                  | -                  | -           | -           | -           | 15     | 2      |
| 2023-2024             | Gil Vicente           | PL                    | 30         | 5          | CP+CdL          | 4+0             | 0               | -                  | -                  | -                  | -           | -           | -           | 34     | 5      |
| 2024-2025             | Gil Vicente           | PL                    | 31         | 9          | CP              | 3               | 1               | -                  | -                  | -                  | -           | -           | -           | 34     | 10     |
| Totale Gil Vicente    | Totale Gil Vicente    | Totale Gil Vicente    | 61         | 14         |                 | 7               | 1               |                    | -                  | -                  |             | -           | -           | 68     | 15     |
| Totale carriera       | Totale carriera       | Totale carriera       | 151        | 27         |                 | 7               | 1               |                    | -                  | -                  |             | -           | -           | 160    | 28     |